# Bigganahalli, Chikmagalur
Bigganahalli là một làng thuộc tehsil Chikmagalur, huyện Chikmagalur, bang Karnataka, Ấn Độ.